# Amidă
Amidele sunt derivați funcționali ai acizilor carboxilici în care grupa -OH din carboxilul acidului este înlocuită de grupa amino (-NH2). Toate amidele refac acidul carboxilic corespunzător prin reacții de hidroliză.
Formula generală a amidelor este: {\displaystyle {\begin{matrix}R-&C=O\\&|\qquad \\&NH_{2}\ \end{matrix}}}

## Nomenclatură
Amidele se denumesc folosind cuvântul „amidă“, urmat de numele acidului organic din care provine sau radicalul acidului urmat de -amidă pe post de sufix.

## Clasificare

### După natura radicalului

#### Alifatici
{\displaystyle {\begin{matrix}H-&C=O\\&|\qquad \\&NH_{2}\ \end{matrix}}}, amida acidului formic (formamidă);
{\displaystyle {\begin{matrix}CH_{3}-&C=O\\&|\qquad \\&NH_{2}\ \end{matrix}}}, amida acidului acetic (acetamidă);
{\displaystyle {\begin{matrix}CH_{3}-CH_{2}-&C=O\\&|\qquad \\&NH_{2}\ \end{matrix}}}, amida acidului propionic (propionamidă).

#### Aromatici
{\displaystyle {\begin{matrix}\underbrace {C_{6}H_{5}} -&C=O\\&|\qquad \\&NH_{2}\ \end{matrix}}}, amida acidului benzoic (benzamidă), unde acolada reprezintă un nucleu benzenic.

### După numărul grupelor funcționale

#### Monoamide
Cele prezentate anterior sunt toate monoamide.

#### Poliamide
{\displaystyle {\begin{matrix}O=C-&C=O\\\qquad |&|\qquad \\\ H_{2}N&NH_{2}\ \end{matrix}}}, oxalamida;
{\displaystyle {\begin{matrix}O=C&-\underbrace {C_{6}H_{4}} -&C=O\\\qquad |&&|\qquad \\\ H_{2}N&&NH_{2}\ \end{matrix}}}, tereftalamida, unde acolada reprezintă un nucleu benzenic.

## Metode de preparare

### Reacțiaacizilor organicicu amoniac
{\displaystyle {\begin{matrix}R-&C=O\\&|\qquad \\&OH\ \end{matrix}}\ +\ NH_{3}\longrightarrow {\begin{matrix}R-&C=O\qquad \\&|\qquad \qquad \\&O^{-}N^{+}H_{4}\ \end{matrix}}\longrightarrow {\begin{matrix}R-&C=O\\&|\qquad \\&NH_{2}\ \end{matrix}}\ +\ H_{2}O}, cea de-a doua reacție având loc la căldură

### Reacția clorurilor acide cu amoniac
{\displaystyle {\begin{matrix}R-&C=O\\&|\qquad \\&Cl\quad \ \end{matrix}}\ +\ NH_{3}\longrightarrow {\begin{matrix}R-&C=O\\&|\qquad \\&NH_{2}\ \end{matrix}}\ +\ HCl}

### Reacția anhidridelor acide cuamoniac
{\displaystyle {\begin{matrix}R-&C=O\\&\setminus \ \\&O\\&/\quad \\R-&C=O\end{matrix}}\ +\ NH_{3}\longrightarrow {\begin{matrix}R-&C=O\\&|\qquad \\&NH_{2}\ \end{matrix}}\ +\ {\begin{matrix}R-&C=O\\&|\qquad \\&OH\ \end{matrix}}}

### Reacțiaesterilorcu amoniac
{\displaystyle {\begin{matrix}R-&C=O\\&|\qquad \\&O-R'\ \end{matrix}}\ +\ NH_{3}\longrightarrow {\begin{matrix}R-&C=O\\&|\qquad \\&NH_{2}\ \end{matrix}}\ +\ R'-OH}

### Hidroliza parțială anitrililor
{\displaystyle R-C\equiv N\ +\ H_{2}O\longrightarrow {\begin{matrix}R-&C=O\\&|\qquad \\&NH_{2}\ \end{matrix}}}

## Proprietăți fizice
Toate amidele sunt substanțe solide și cristalizate, excepție făcând doar formamida. Au puncte de topire ridicate. Amidele inferioare sunt solubile în H2O, cele superioare în solvenți organici.

## Proprietăți chimice
Au un caracter slab acid, hidrogenul amidic poate fi substituit cu metale alcaline.

### Reacția de hidroliză
Fiind derivați funcționali ai acizilor organici, cea mai importantă proprietate chimică este hidroliza.
{\displaystyle {\begin{matrix}R-&C=O\\&|\qquad \\&NH_{2}\ \end{matrix}}\ +\ H_{2}O\longrightarrow {\begin{matrix}R-&C=O\\&|\qquad \\&OH\ \end{matrix}}\ +\ NH_{3}}

### Reacția de deshidratare
{\displaystyle {\begin{matrix}R-&C=O\\&|\qquad \\&NH_{2}\ \end{matrix}}\longrightarrow R-C\equiv N\ +\ H_{2}O}

### Reacția de oxidare degradativă
Această reacție are loc având hipobromit de sodiu ca un reactant.
{\displaystyle {\begin{matrix}R-&C=O\\&|\qquad \\&NH_{2}\ \end{matrix}}\ +\ 2\ NaBrO\longrightarrow R-NH_{2}\ +\ CO_{2}\ +\ NaBr}

## Reprezentanți
Cea mai importantă amidă este ureea (diamida acidului carbonic).